# Pesaro
Pesaro (helyi dialektusban Pès're) a közép-olaszországi Marche régióban található, Pesaro és Urbino megye székhelye. Lakosainak száma 94.902 fő, ezzel Marche második legnépesebb városa Ancona után.

## Elhelyezkedés
Pesaro az Adriai-tenger partján fekszik. 2005-ben 7 km hosszú homokos tengerpartja elnyerte a Kék zászló jelzést. Megközelíthető az A14-es autópályán, a SS 16 és SS 3 autóutakon; vonattal, valamint repülővel Rimini és Falconara Marittima repülőtereiről. Előző 30, utóbbi 45 km-re található.

## Gazdaság
A második világháború után ipara jelentősen fellendült, elsősorban a bútor- és gépgyártás területén. Itt készül az olasz bútorok 7%-a , valamint a konyhabútorok 14%-a. A szektor legfontosabb vállalatai a Scavolini, Berloni és a Febal. Pesaro a Benelli motorkerékpár-gyár és a Biesse csoport székhelye. Földrajzi fekvéséből kifolyólag fontos bevételi forrást jelent az idegenforgalom is.

## Látnivalók
Legfontosabb műemléke a hercegi palota, amelyet Alessandro Sforza építtetett a 15. században, és amely jelenleg a prefektúrának ad otthont. A palotától pár lépésre találhat a híres zeneszerző Gioachino Rossini szülőháza, ami ma a zeneszerző emléke előtt tisztelgő múzeum.
A székesegyházat egy késő római épület maradványaira emelték. Román-gótikus homlokzata máig befejezetlen.

## Kultúra
Pesaro Rossini szülővárosaként nagy zenei hagyományoknak örvend, amelyet mind a zeneszerzőről elnevezett színház, mind a konzervatórium őriz. Minden év augusztusában megrendezik a Rossini Operafesztivált. Ugyancsak jelentős esemény a minden év júniusában zajló filmszemle.

## Testvérvárosok
- Keita, Niger
- Nanterre, Franciaország
- Rovinj, Horvátország
- Ljubljana, Szlovénia
- Rafah, Palesztina
- Qinhuangdao, Kína

## Külső hivatkozások
- www.museicivicipesaro.it
- www.turismopesaro.it/